# Women's Wear Daily
Women's Wear Daily（ウィメンズ・ウェア・デイリー、略称：WWD）は、ペンスキー・メディア・コーポレーション（英語: Penske Media Corporation）が発行しているファッション界の業界紙。
フェアチャイルド・ファッション・メディアの主力出版物であり、「ファッションのバイブル」とも呼ばれている。メンズ・ウィメンズのファッションや美容、ファッション関連の小売業界のトレンドの変化や最新ニュースや、ファッション関連情報を提供している。
読者層は主に小売業者、デザイナー、メーカー、マーケティング担当者、金融期間、メディアの幹部、広告代理店、著名人、トレンドメーカーなどである。
2015年4月以降は発行頻度が日刊から週1回となり、代替としてデジタル版を毎日発行することになった。2017年には一段とデジタルへの注力強化するため紙ベースの出版間隔を変更し、ファッションウィークやその他の特定のイベント期間中のみ印刷版を発行することを発表した。
日本ではWWD JAPAN（ - ジャパン）のタイトルで、INFASパブリケーションから毎週月曜日に発行されている。

## 沿革

### 創立とジョン・フェアチャイルド
WWDは、紳士服雑誌デイリー・ニュース・レコード（英語: Daily News Record）から派生して、エドマンド・フェアチャイルド（Edmund Fairchild）によって1910年7月13日に創刊された。この雑誌は、当初から広告主の影響力によりニューヨークの衣料品業界で確固たる地位を得ることに成功した。エディス・ローゼンバウム・ラッセル（英語: Edith Rosenbaum）は、WWDの最初のパリ特派員を務めた.。この雑誌の記者は、オートクチュールの展示ショーで最後列に割り当てられることもあったが、1950年代後半に人気の雑誌になったを博した。
1955年にフェアチャイルド・ファッション・メディアのヨーロッパ支局長だったジョン・フェアチャイルド（英語: John Fairchild (editor)）は、1960年にWWDの発行人になった。ジョン・フェアチャイルドはファッション関係の人間とのリレーションシップ工場に注力することでWWDの地位を向上させた。また彼はファッションデザイナーとその顧客の社交界がWWDに注目するように画策し、デザイナーがセレブよりカルト的人気を得るよう活動した。フェアチャイルドは発行部数を増やすために時には荒っぽい手法も用いた。2人のクチュリエがバイヤーが服を見てから1か月後まで報道を禁じた時でもフェアチャイルドは写真やスケッチを雑誌に掲載した。彼はメッセンジャー（messenger）に変装した記者をファッションハウスに派遣したり、ファッションハウスの向かいの建物の窓からデザイナーの新しい作品を観察させたりした。「私はファッションで少し野蛮になることを学んだ」と彼は回想録に書いている。フェアチャイルドは1960年から1996年まで同誌の発行人だった。
フェアチャイルドの指揮下では確執も伝説的であった。デザイナーの発言や作品がフェアチャイルドの気分を害すると、彼は報復を行い、時には何年間もWWDでそのデザイナーや作品に関する一切の言及を禁止することもあった。WWDは、ユベール・ド・ジバンシィ、クリストバル・バレンシアガ、ジョン・ワイツ（英語: John Weitz）、アズディン・アライア、ペリー・エリス（英語: Perry Ellis）、イヴ・サン＝ローラン、ジョルジオ・アルマーニ、ビル・ブラス、ジェフリー・ビーン（英語: Geoffrey Beene）（4回のトラブルが確認されている。最初はリンダ・バード・ジョンソン・ロッブのホワイトハウスでのウェディングドレスのデザインをめぐってビーンは結婚式の日まで秘密にしておくと約束したが守らなかった、その後はフェアチャイルドの別の出版物の広告のサイズをについて、ビーンがライバルの出版物に自宅の写真撮影を許可したことについて、ビーンが気に入らなかったWWDの記者について）、論争したことが有名である。ジェームズ・ガラノス（英語: James Galanos）、モリー・パーニス（英語: Mollie Parnis）Mollie Parnis,、オスカー・デ・ラ・レンタ、ノーマン・ノレル（英語: Norman Norell）（雑誌の紙面で「ファッション界の巨匠」と呼んでいたのを「オールド・マスター」に格下げした。）など、多くのデザイナーがWWDの記者と話すことを禁止したり、ファッションショーにWWDの記者を招待しないようにしたりした。しかし、大抵の場合では排除された人々は「口を閉ざして我慢した」。 3年間WWDから排除されていたデザイナーのポーリン・トリジェール（英語: Pauline Trigère）が、1988年のニューヨーク・タイムズ・マガジンのファッション欄に全面広告を掲載してWWDに抗議した。これはフェアチャイルドの政策に対する最初の広範囲にわたる反撃だと考えられていた。

### 1999年から2013年: コンデナスト・パブリケーションズ
1999年、フェアチャイルド・パブリケーションズはウォルト・ディズニー・カンパニーによってコンデナスト・パブリケーションズの親会社であるアドバンス・パブリケーションズに売却された。その結果、フェアチャイルド・パブリケーションズはコンデナストの一部門となったが、WWDは厳密にはヴォーグやグラマー等のコンデナストが出版する消費者向の雑誌とは別に運営されていた。
2010年11月、WWDはニューヨークの高級ホテルであるチプリアーニ S.A.（英語: Cipriani S.A.）で創立100周年を祝い、デザイナーのアルベール・エルバス、ラルフ・ローレン、マーク・ジェイコブス、マイケル・コースなどファッション業界を代表するデザイナーらが出席した。

### 2014年～現在：ペンスキーメディアコーポレーション
2014年8月19日、コンデ・ナストはWWDをペンスキー・メディア・コーポレーション（PMC）に売却した。 PMCによる買収には、 WWDの姉妹誌である「フットウェア・ニュース（英語: Footwear News）」、「メンズウェア（Menswear）」、「Mマガジン（M Magazine）」、「ビューティー・インク（Beauty Inc）」、及びフェアチャイルドのイベント事業が含まれており、売却価格は1億ドル近くになった。
2015年4月12日、WWDは自社のウェブサイトにおいて4月23日から紙ベースの週刊版を開始すると発表した。また、 WWDの日刊のデジタル版も購読者に提供されるようになった。
2015年7月20日、ペンスキーメディアコーポレーション（PMC）とトリビューンパブリッシングカンパニー（Tribune Publishing Company）は、 WWDが「LATimes.com」に掲載され、「ロサンゼルス・タイムズ」、「サンディエゴ・ユニオン・トリビューン（英語: The San Diego Union-Tribune）」、「シカゴ・トリビューン」、「サンセンチネル（英語: Sun Sentinel）」の購読者の中から選ばれた人にWWDを年間12回配布することを発表した。